# Douaouda
Douaouda (em árabe: دواودة) é uma comuna localizada na província de Tipasa, Argélia. Sua população estimada em 2008 era de 22 408 habitantes.